# Torsjön (Siene socken, Västergötland)
Torsjön är en sjö i Vårgårda kommun i Västergötland och ingår i Göta älvs huvudavrinningsområde.